# 2-Pentylamin
2-Pentylamin ist eine chemische Verbindung aus der Gruppe der aliphatischen Amine. Es ist ein primäres Amin.
Wenn in diesem Text oder in der wissenschaftlichen Literatur „2-Pentylamin“ ohne weiteren Namenszusatz (Präfix) erwähnt wird, ist racemisches 2-Pentylamin [(RS)-(±)-2-Aminopentan] gemeint.

## Gewinnung und Darstellung
2-Pentylamin kann durch reduktive Aminierung von 2-Pentanon mit Ammoniak und Wasserstoff als Reduktionsmittel in Gegenwart eines Nickel-Katalysators gewonnen werden. Bei diesem Herstellverfahren entsteht das Racemat.

## Eigenschaften
2-Pentylamin ist eine hellgelbe Flüssigkeit, die mischbar in Wasser ist.